# Dodi Al-Fayed
Dodi Al-Fayed, właśc. Emad El-Din Mohamed Abdel Moneim Fayed, arab. ‏عماد الدين محمد عبد المنعم الفايد‎ (ur. 15 kwietnia 1955 w Aleksandrii, zm. 31 sierpnia 1997 w Paryżu) – egipski producent filmowy, partner Diany, księżnej Walii.

## Życiorys
Urodził się w Aleksandrii, był synem egipskiego miliardera Mohameda Al-Fayeda i Samiry Kashoggi.
Jako producent filmowy przyczynił się do powstania następujących filmów:
- 1980: Breaking Glass (producent wykonawczy)
- 1981: Rydwany ognia (producent wykonawczy)
- 1986: F/X (producent)
- 1991: F/X2 (producent)
- 1991: Hook (producent wykonawczy)
- 1995: Szkarłatna litera (producent wykonawczy).

Był również producentem wykonawczym wielu seriali telewizyjnych.
Wraz z partnerką księżną Dianą Spencer zginął w wypadku samochodowym w Paryżu 31 sierpnia 1997 roku. Pochowany został najpierw na cmentarzu Brookwood w hrabstwie Surrey, później jego ciało zostało przeniesione do Szkocji, na teren posiadłości rodziny Fayedów. 12 kwietnia 1998 roku jego ojciec wzniósł w Harrodsie pomnik ku czci syna i Diany, w 2005 roku stanął tam drugi, większy.

## Znani krewni
- Adnan Chaszukdżi, saudyjski miliarder i swego czasu najbogatszy człowiek świata, którego był siostrzeńcem.